# Dunakanyar-Vác FC
Dunakanyar-Vác FC er en fodboldklub hjemmehørende i den ungarske by Vác, der ligger lidt nord for Budapest i regionen Újbuda.
Indtil 1948 hed klubben Váci SE, siden har den skiftet navn ikke mindre end 16 gange.
Klubbens storhedsperiode var i starten af 1990'erne, hvor det blev til det hidtil eneste mesterskab, samt 3 gange deltagelse i pokalfinalen. Alle dog tabt.
Nu frister klubben en tilværelse i den næstbedste række.

## Titler
- Ungarske mesterskaber (1): 1994
- Ungarske pokalturnering (0):

## Europæisk deltagelse
| Sæson   | Runde     | Modstander          | Hjemme | Ude | Kommentar |
| ------- | --------- | ------------------- | ------ | --- | --------- |
| 1994-95 | Kvalifik. | Paris Saint-Germain | 1-2    | 0-3 | -         |

| Sæson   | Runde     | Modstander        | Hjemme | Ude | Kommentar |
| ------- | --------- | ----------------- | ------ | --- | --------- |
| 1995-96 | Kvalifik. | FK Sileks Kratovo | 1-1    | 1-3 | -         |

| Sæson   | Runde    | Modstander       | Hjemme | Ude | Kommentar |
| ------- | -------- | ---------------- | ------ | --- | --------- |
| 1991-92 | 1. runde | Dynamo Moskva    | 1-0    | 1-4 | -         |
| 1992-93 | 1. runde | FC Groningen     | 1-0    | 1-1 | -         |
| 1992-93 | 2. runde | Benfica          | 0-1    | 1-5 | -         |
| 1993-94 | 1. runde | Apollon Limassol | 2-0    | 0-4 | -         |

| Fodbold | Spire Denne artikel om en fodboldklub er en spire som bør udbygges. Du er velkommen til at hjælpe Wikipedia ved at udvide den. |